# Podvrh, Gorenja vas-Poljane
Podvrh este o localitate din comuna Gorenja vas - Poljane, Slovenia, cu o populație de 34 de locuitori.